# Landessender Monte Ceneri
Der Landessender Monte Ceneri war ein auf der Mittelwellenfrequenz 558 kHz mit einer Sendeleistung von 300 kW betriebener Landessender für die italienische Schweiz. Er strahlte bis Ende 2012 das Programm der Stimme Russlands aus.

## Geschichte

Radiosender Monte Ceneri (Foto etwa 1940 bis 1950)

### Sender von 1933
Von 1933 bis 1979 stand er oberhalb der Passhöhe des Monte Ceneri bei 714121 / 110970 und verwendete als Sendeantenne einen nach Auskunft der Swisscom 135 Meter (anfangs 120 Meter) hohen, gegen Erde isolierten freistehenden Sendeturm. Dieser Turm existiert noch heute und trägt Sendeantennen für DAB und DVB-T.

### Sender von 1978
Im Jahr 1978 wurde für den Landessender Monte Ceneri nördlich von Isone bei 719910 / 110871 ein Stahlfachwerkmast errichtet. Dort kam als Hauptantenne ein 245 Meter hoher, gegen Erde isolierter, abgespannter Stahlfachwerkmast zum Einsatz. Als Reserveantenne erhielt die Anlage eine T-Antenne, welche zwischen zwei abgespannten Stahlrohrmasten gespannt ist. Im unteren Teil des Sendemastes befindet sich ein mit Blech verkleideter Raum, der eine Aufzugsmaschine beherbergt. Obwohl seit 1979 der Standort nicht mehr auf dem Monte-Ceneri-Pass lag, blieb die alte Bezeichnung bis heute erhalten.
Am 30. Juni 2008 wurde der Sendebetrieb des Landessenders Monte Ceneri durch die Radiotelevisione Svizzera eingestellt. Da die ehemalige Frequenz des Landessenders Monte Ceneri auch von einer Station in Süditalien genutzt wurde, war bis zur Wiederaufnahme des Sendebetriebs am Sender Monte Ceneri durch die Stimme Russlands weiterhin italienischsprachiges Programm zu hören.
Am 9. Februar 2011 gab das Bundesamt für Kommunikation bekannt, dass der russische Auslandsdienst Stimme Russlands sein Programm über den Mittelwellen-Sender Monte Ceneri verbreiten darf. Hierzu wurde eine Lizenz zur Nutzung der Anlage bis Ende 2015 vergeben. Nach rund eineinhalb Jahren am 30. Oktober 2012 kündigte die Stimme Russlands an, ihre Ausstrahlungen vom Sender Monte Ceneri zum 31. Dezember 2012 zu beenden. Die Abschaltung folgte plangemäss um 24 Uhr.
Seit August 2013 ist der Landessender Monte Ceneri aufgegeben; der 220 Meter hohe Sendemast sollte nach ursprünglicher Planung bis September 2014 stehen bleiben, da er als Träger von Messgeräten für eine angedachte Windkraftnutzung auf dem derzeitigen Sendergelände verwendet wurde.
Der Abbau des Mastes begann letztendlich im Juli 2016 und wurde bis Ende 2016 abgeschlossen.
Der Sendemast des Landessender Monte Ceneri war als abgespannter Sendemast in der Schweiz selten, da an allen anderen Standorten freistehende Türme verwendet werden.